# Средњошколски центар „Петар Кочић” Шипово
Средњошколски центар „Петар Кочић” Шипово једина је установа средњошколског образовања на подручју општине Шипово. Налази се у улици Никола Тесла 34 у центру Шипова.

## Историјат
Године 1973. је почела са радом средња школа у Шипову под називом Школски центар који је бројао око хиљаду ученика распоређених у три зграде. Ученици су се образовали у више струке и занимања, најзаступљеније су биле Машинство и обрада метала, Текстилство и Кожарство и економија, право и трговина. Наредних година је промијенила назив у Средњошколски центар „Петар Кочић”. Током грађанског рата зграде школе су опустошене, а библиотека и школска архива су уништене. Августа 1996. је почело реновирање зграде Центра у финансирању Међународног комитета спаса. Данас садрже 235 ученика распоређених у Гимназију – општи смјер и двије струке: Машинство и обрада метала – занимањима техничар ЦНЦ технологија, аутомеханичар и бравар–заваривач и Економија, право и трговина – економски техничар и трговац. Настава се одвија у двије школске зграде укупне површине 3187m², са двадесет учионица и библиотеком. За своје потребе користе градско игралиште.